# ألان ووكر
ألان ووكر (بالإنجليزية: Alan Walker)‏ (17 ديسمبر 1959 المملكة المتحدة - ) هو لاعب كرة قدم بريطاني يلعب كمدافع.